# Ársaces (conspirador)
Ársaces foi um armênio bizantino do século VI, que instigou a conspiração do general Artabanes contra o imperador Justiniano (r. 527–565) em finais de 548 ou começo de 549. Motivado por uma humilhação sofrida sob ordens do imperador, organizou um complô no qual planejava matar Justiniano e seu general favorito Belisário, mas o plano não prosperou devido à delação do oficial e membro da casa real Justino. A principal fonte sobre ele é o historiador Procópio.

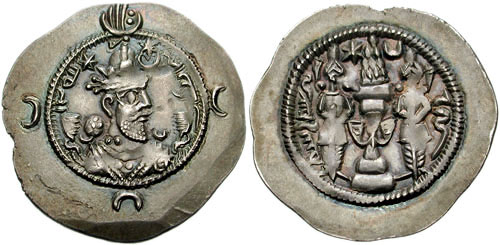
Dracma de r.

## Biografia
Ársaces era armênio e descendia da dinastia arsácida que governou seu país por séculos. Também era parente de Artabanes, mas a relação exata deles é incerta. Em data desconhecida correspondeu-se com o xainxá Cosroes I (r. 531–579), mas foi descoberto pelas autoridades imperiais e acusado de traição. Foi condenado, mas o imperador Justiniano (r. 527–565) deu-lhe uma pena relativamente branda: a flagelação pública enquanto desfilava pelas ruas de Constantinopla nas costas de um camelo. O objetivo da punição era deixá-lo fisicamente ileso, mas humilhado. Ársaces não gostou, e guardou rancor do episódio. O historiador Procópio não menciona a data ou contexto dos eventos, mas historiadores modernos sugerem que foram parte da primeira fase da Guerra Lázica (541–562), o conflito entre o Império Bizantino e o Império Sassânida pela supremacia no Cáucaso e, sobretudo, sobre o Reino de Lázica.

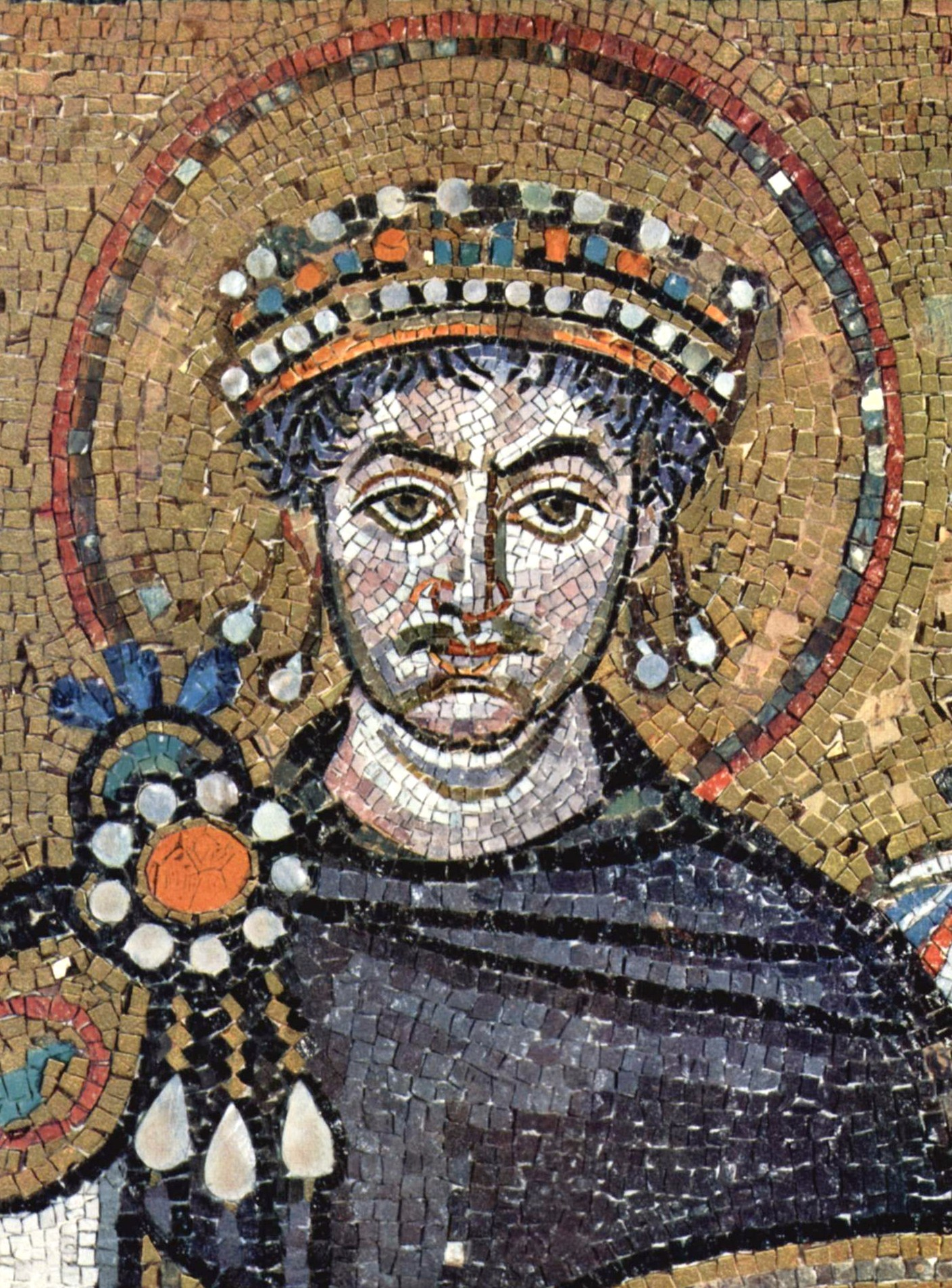
Justiniano em detalhe dum mosaico da Basílica de São Vital

Ársaces tornou-se o instigador de uma conspiração contra Justiniano logo após a morte da imperatriz Teodora em 28 de junho de 548. Primeiro aproximou-se de seu parente Artabanes, que tinha suas próprias razões para estar insatisfeito com Justiniano: havia tentado se casar com Prejecta, sobrinha do imperador, porém foi impedido por Teodora, pois Artabanes já estava casado à época. Ársaces transformou esta insatisfação em ódio. Canaranges - "um armênio jovem e frívolo" cujo nome provavelmente deriva de kanarang (canaranges em grego), um título militar do Império Sassânida - também foi recrutado, mas suas motivações não foram registradas. Ele provavelmente é uma pessoa diferente do seu contemporâneo, Canaranges, que tomou parte na Guerra Gótica (535–554) entre o Império Bizantino e o Reino Ostrogótico.
Ársaces supostamente planejou tomar vantagem dos hábitos pessoais de Justiniano, que passava suas noites "até altas horas" em estudo da Bíblia rodeado por padres idosos ao invés de guardas. Os conspiradores queriam tirar vantagem dessa segurança frouxa, mas precisavam ganhar mais apoio. Então, tentaram recrutar os membros da própria família de Justiniano: Germano, o primo do imperador, e seus filhos Justino e Justiniano. Ársaces aproximou-se de Justino e tentou convencê-lo sobre as razões para eliminar Justiniano. Ele discutiu como o imperador "maltratou e passou para trás seus parentes", afirmando, por conseguinte, que o general Belisário era um ameaça para eles. Porém, o efeito não foi o desejado.
Imediatamente, Justino informou seu pai, que por sua vez informou o conde dos excubitores Marcelo. A fim de saber mais sobre as intenções dos conspiradores, Germano encontrou-se com eles em pessoa, enquanto um assessor confiável de Marcelo, chamado Leôncio, estava nas proximidades para ouvir. Embora Marcelo tenha hesitado em informar Justiniano sem outras provas, revelou a conspiração. Justiniano ordenou que os conspiradores fossem presos e interrogados, mas foram tratados de maneira extremamente branda. Artabanes foi despojado de seus cargos e confinado ao palácio sob guarda, mas logo foi perdoado. Quanto ao destino de Ársaces, não há registros.